# Centre d’achèvement et d’essais des propulseurs et engins
Le Centre d’achèvement et d’essais des propulseurs et engins (CAEPE) est un établissement de la direction générale de l'Armement (DGA) installé à Saint-Médard-en-Jalles en France, spécialisé dans le domaine des essais au sol des propulseurs à propergol solide des missiles et des fusées : missile balistique de la force de dissuasion française, propulseur à poudre de la fusée Ariane 5, AS-30L, ASMPA, ASTER, Mistral, MICA.

## Histoire
Le CAEPE résulte de la fusion en 1967 du Centre d'essai des propulseurs (CEPr) implanté au lieu-dit Moulin Bonneau en 1961 et du Centre d’achèvement des propulseurs et engins (CAPE) créé  en 1962-1964 par la SEREB à Candale, dans le cadre de la mise en place de la force de dissuasion nucléaire française. 
Sur près de 300 hectares sont construits plus de 200 bâtiments, dont 11 bancs d'essais et 15 immeubles capables d'accueillir des activités pyrotechniques. Le centre exploite aussi un terrain annexe situé sur la commune voisine de Saint-Jean d'Illac, inauguré en 1987.  Dans les années 1980, y travaillaient près de 900 personnes, la moitié relevant du ministère de la Défense, l'autre étant les salariés des entreprises impliquées dans la construction des missiles comme l'Aérospatiale ou la Société européenne de propulsion.
En 2009, il emploie 350 personnes et dispose toujours de moyens d'essais uniques en Europe :
- des bancs d'essais à l'air libre qui permettent de tester des moteurs pouvant développer jusqu'à 250 tonnes de poussée.
- une installation permettant de tester des propulseurs soit en altitude simulée (50 km), soit en écoulement supersonique (15 km - Mach 3) ou subsonique (Mach 0,8)[5].

Depuis le 1er janvier 2011, le CAEPE est rattaché à DGA Essais de missiles.